# Byeonhan
Byeonhan (변한 , 弁韓) était une confédération de 12 petits États qui a existé du début de notre ère jusqu'au IVe siècle dans le sud de la Corée. Issue de l'État de Jin, c'était l'un des Samhan (« Trois Han ») avec Jinhan et Mahan. Elle évolua au cours des siècles pour devenir la confédération de Gaya, plus centralisée.

## Histoire
Cette première partie de la période des Trois Royaumes est parfois appelée la période Proto-Trois Royaumes. Byeonhan, comme les autres confédérations Samhan, semble descendre de l'État du Jin au sud de la Corée.
Des preuves archéologiques indiquent une augmentation de l'activité militaire et de la production d'armes chez les Byeonhan au IIIe siècle, en particulier une augmentation des pointes de flèches et des cuirasses en fer (Barnes 2000). Cela peut être associé au déclin de Byeonhan et à la montée de la Confédération Gaya plus centralisée, à laquelle la plupart des États de Byeonhan ont adhéré. Gaya a ensuite été annexée par Silla, l'un des Trois Royaumes de Corée.
Byeonhan était un pays créé en combinant des immigrants appelés Byeon (弁), des Jin (辰) existants et des Han (韓). Parmi eux, on ne sait pas à quel groupe ethnique Byeon (弁) fait référence.
Il existe trois hypothèses principales sur le groupe ethnique Byeon (弁):
- Avant l'unification de la dynastie Qin, le mystérieux peuple maritime Wa (倭) était présent dans le fleuve Yangtze et la péninsule du Shandong.

- Le peuple maritime de la légende de Heo Hwang-ok prétendait au moins être originaire de l'Inde, du royaume d'Ayuta (coréen : 아유타국 ; Hanja : 阿踰 陁國)

- Toute ethnie qui a voyagé à travers les anciennes routes commerciales du sud vue à travers la diffusion de la culture des dolmens. Selon des études récentes qui ont fouillé des Kofuns dans la province du Jeolla du Sud, l'analyse des composants des perles de verre là-bas suggère que la zone de production de matières premières est la Thaïlande.

## Culture
Les archives chinoises des trois royaumes indiquent que la langue et la culture de Byeonhan étaient essentiellement les mêmes que celles de Jinhan, et les artéfacts archéologiques montrent peu de différences. Byeonhan a peut-être simplement fait référence aux chefferies du sud et de l'ouest de la vallée du fleuve Nakdong qui n'étaient pas membres officiels de la confédération Jinhan.
Cependant, il y a quelques aspects culturels qui étaient uniques à Byeonhan. Une tradition notable était le tatouage sur tout le corps, pratiqué à la fois par les hommes et les femmes. Une autre tradition consistait à enterrer des plumes et des poteries dans des tombes à côté du cadavre, car on croyait que les plumes aidaient les âmes de l'au-delà à voler dans le ciel.
Par manque de sources écrites, l'histoire de cette confédération est peu connue et se confond avec celle de Gaya. Traditionnellement, suivant les indications du Samguk sagi, Gaya est fondée en 42 lorsque six œufs descendent du ciel et donnent naissance aux rois de Gaya. Actuellement, l'histoire moderne fait place à la période de Byeonhan pour la période allant jusqu'au IIIe siècle, un siècle marqué par une augmentation des occurrences des têtes de flèches en fer et des cuirasses.
À cette époque, la région était connue comme un centre de production du fer et elle l'exportait dans le reste de la péninsule ainsi que vers la commanderie chinoise de Lelang et vers le Japon. C'était aussi un lieu de production de céramique en grès.

## États confédérés

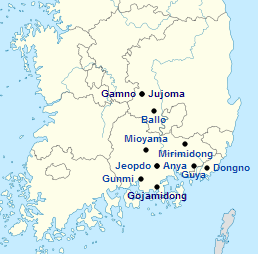
Carte des états confédérés de Byeonhan dans le sud de la Corée

D'après les Chroniques des Trois Royaumes, Byeonhan était formé des 12 États suivants : 
- Mirimidong (미리미동국, 彌理彌凍國), aujourd'hui Miryang, Fait aussi partie de Jinhan.
- Jeopdo (접도국/接塗國), aujourd'hui Haman.
- Gojamidong (고자미동국/古資彌凍國), aujourd'hui Goseong.
- Gosunsi (고순시국/古淳是國), aujourd'hui Jinju, Sacheon ou Goseong.
- Ballo (반로국/半路國), aujourd'hui Seongju.
- Nangno (낙노국/樂奴國), aujourd'hui Hadong ou Namhae.
- Gunmi (군미국, 軍彌國), aujourd'hui Sacheon. Fait aussi partie de Jinhan.
- Mioyama (미오야마국/彌烏邪馬國), aujourd'hui Goryeong.
- Gamno (감로국/甘路國), aujourd'hui Gimcheon.
- Guya (구야국/狗邪國), aujourd'hui Gimhae.
- Jujoma (주조마국/走漕馬國), aujourd'hui Gimcheon.
- Anya (안야국/安邪國), aujourd'hui Haman.
- Dongno (독로국/瀆盧國), aujourd'hui Dongnae.